# 史格
史格（1234年—1291年），字晋明，号裕斋，永清（今河北永清县）人，元朝政治人物。史天泽的长子。
1252年，他被授为节度使。蒙哥去世，史格北留謙謙州，五年得归。李璮之变后，忽必烈削弱汉人诸侯兵权，以史、张二家易军而将，史格代替张弘范为亳州万户。史格以亳州万户随伯颜攻打南宋襄阳，襄阳攻克后，又跟随阿里海牙攻打潭州，先登克城，加定远大将军。攻打静江，攻克广西十八州，广东三州，升为广西宣抚使、广南西道宣慰使。宋朝灭亡，拜参知政事、行广南西道宣慰使，戍守雷州。又改为邓州旧军万户，将亳州军还张弘范。官至湖广行中书省右丞、平章政事。其子福建行省平章政事史燿、鄧州旧軍万户史荣。